# Tim Drexler
Tim Drexler (Bruchsal, 6 marzo 2005) è un calciatore tedesco, difensore dell'Hoffenheim.

## Carriera

### Club
Cresciuto nel settore giovanile dell’Hoffenheim, debutta in prima squadra il 10 marzo 2024 nella partita di campionato persa 3-1 contro l’Eintracht Francoforte.

### Nazionale
Ha giocato nelle nazionali giovanili tedesche Under-17 ed Under-19.